# Henry Royce
Frederick Henry Royce (Alwalton, 27 marzo 1863 – West Wittering, 22 aprile 1933) è stato un imprenditore britannico, conosciuto soprattutto per aver fondato, con Charles Stewart Rolls, la società Rolls-Royce.

## Biografia
Royce nacque a Alwalton, nella contea di Huntingdonshire, figlio di James e Mary Royce, il più giovane dei loro cinque figli. La sua famiglia gestiva un mulino per la produzione di farina, ma l'attività fallì ed essi si trasferirono a Londra. Il padre morì nel 1872 e Royce dovette lavorare vendendo giornali e consegnando telegrammi, avendo potuto frequentare la scuola soltanto per un anno. Nel 1878 iniziò un apprendistato con la compagnia ferroviaria Great Northern a Peterborough, grazie all'aiuto economico di uno zio.
Dopo tre anni il denaro finì e, dopo un breve periodo in una fabbrica di utensili, tornò a Londra ed entrò a far parte della «Compagnia della luce ed energia elettrica». Henry Royce si trasferì nel loro ufficio di Liverpool nel 1882, occupandosi dell'illuminazione delle strade e dei teatri.
Nel 1884, con i propri risparmi di 20 sterline, entrò in società con Ernest Claremont, un amico che contribuì con 50 sterline, ed avviarono un'azienda che fabbricava apparecchi elettrici per la casa in un laboratorio presso Manchester, chiamata F.H.Royce & Co.. Nel 1894 cominciarono a produrre dinamo e gru elettriche e la ditta venne registrata come società a responsabilità limitata. La società fu registrata nuovamente nel 1899 come Royce Ltd e un'altra fabbrica venne aperta a Trafford Park, Manchester.
Royce, con la sua passione per la meccanica, si interessò ai motori d'automobile e dapprima comprò, nel 1901, una piccola De Dion e poi una Decauville, un modello a due cilindri: questi motori non soddisfacevano, però, i suoi parametri di qualità; quindi decise di fabbricare un'auto da sé e lo fece in un angolo dell'officina, a partire dal 1904. In seguito furono assemblate allo stesso modo altre due automobili. Delle tre vetture, che vennero chiamate Royces e avevano motori a due cilindri, una fu data a Claremont e l'altra venne venduta a uno degli altri direttori, Henry Edmunds.
Edmunds era un amico di Charles Rolls che possedeva un salone automobilistico a Londra; gli mostrò la sua autovettura e organizzò lo storico incontro fra Rolls e Royce nell'hotel Midland di Manchester. Rolls rimase impressionato e acconsentì a prendere tutte le auto che Royce poteva fabbricare, purché esse avessero minimo quattro cilindri e venissero chiamate Rolls-Royce. La prima di esse fu costruita nel dicembre 1904 e nel 1906 essi unirono le loro risorse divenendo Rolls-Royce Ltd.
Royce & Co. rimase una società separata che produsse gru fino al 1932, quando fu acquistata da Herbert Morris. L'ultima gru progettata da Royce venne costruita nel 1964.
Henry Royce lavorò sempre duramente ed era conosciuto per non fare mai pasti regolari; ciò lo fece ammalare, dapprima nel 1902 e di nuovo nel 1911. Abitò in una casa costruita a Le Canadel, nel sud della Francia, e in un'altra casa a Crowborough, poi si trasferì a West Wittering, entrambi nell'East Sussex, però la salute peggiorò ancora. Nel 1912 subì un intervento chirurgico importante e i medici gli diedero pochi mesi di vita. Ciò nonostante riprese il lavoro, ma gli fu impedito di frequentare l'officina, che si era trasferita in fabbricati più grandi, progettati in dettaglio da Royce stesso a Derby nel 1908.
Egli insisteva nel controllare tutti i nuovi progetti e gli ingegneri e i disegnatori dovevano far rivedere i disegni a lui personalmente, per il suo ben noto perfezionismo.
Continuò anche a lavorare ai progetti da sé, in particolar modo ai motori d'aereo che la fabbrica stava cominciando a produrre, e per questo venne nominato «baronetto Royce di Seaton» il 26 giugno 1930.
Henry Royce sposò Minnie Punt nel 1893 ,trasferendosi insieme a lei a Chorlton-cum-Hardy, Manchester; a loro si aggiunsero la nipote di Minnie, Violet, e la madre di Royce, che abitò vicino a loro sino alla sua morte nel 1904. I Royce si trasferirono in una nuova casa a Knutsford, Cheshire, nel 1898; Henry e Minnie si separarono nel 1912. Quando Royce si ammalò fu assistito da un'infermiera, Ethel Aubin.
Nel 1962 una vetrata dedicata alla sua memoria fu inaugurata nell'abbazia di Westminster, unico caso in cui un ingegnere sia stato onorato in questo modo.
Sempre per la sua importanza per il mondo dell'automobile, fa parte, dal 1991, dell'Automotive Hall of Fame.